# Brooke Shields

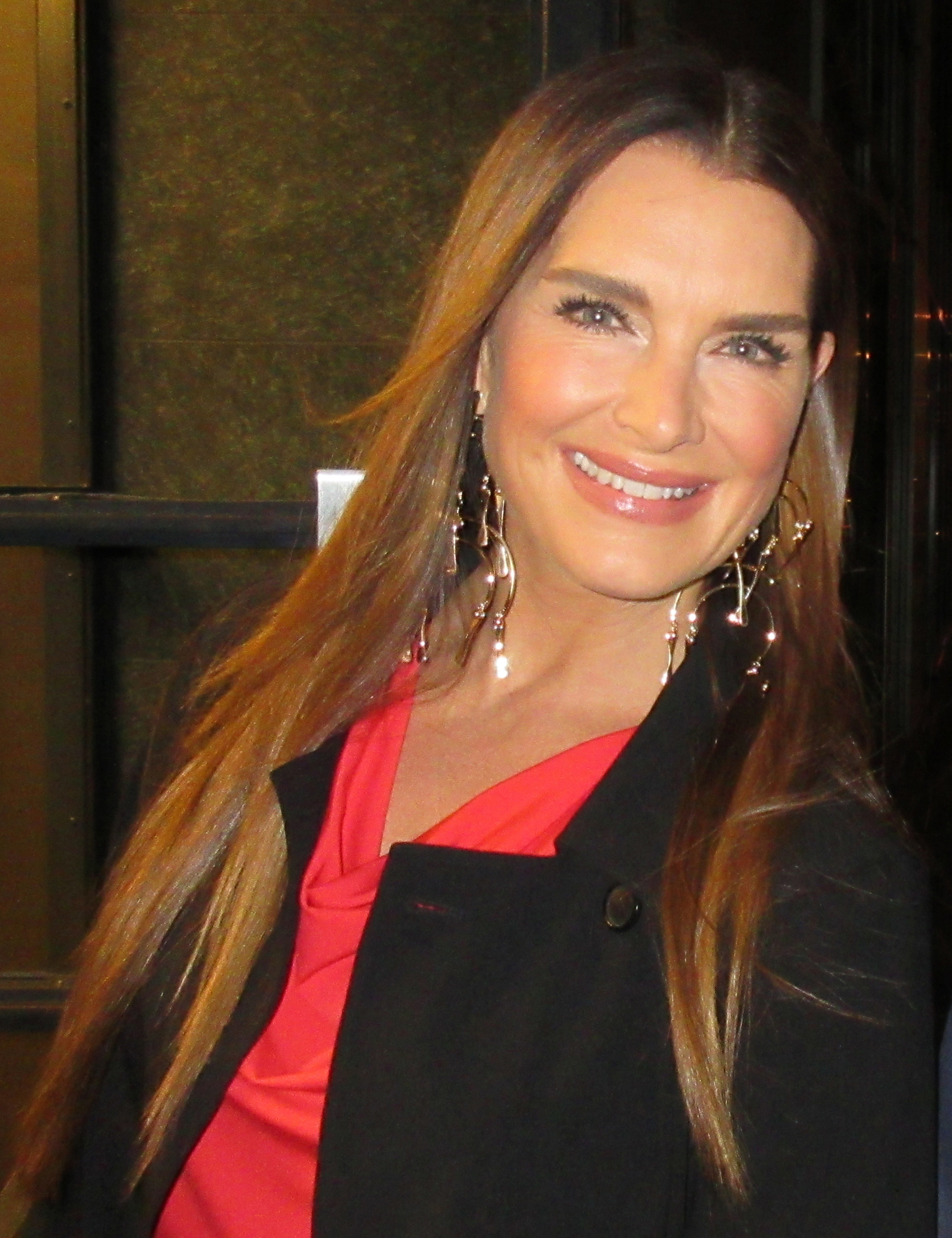
Brooke Shields (2018)

Brooke Christa Camille Shields (* 31. Mai 1965 in Manhattan, New York City) ist eine US-amerikanische Schauspielerin.

## Leben und Karriere
Ihr Vater Francis Alexander Shields, ein Sohn des Schauspielers Frank Shields und der italienischen Prinzessin Donna Marina Torlonia di Civitella-Cesi, war im Vorstand von Revlon, ihre Mutter Teri Shields war Schauspielerin. Die Eltern trennten sich, als sie noch ein Kind war; sie blieb bei der Mutter, die Alkoholikerin war. Ihr Großonkel, Prinz Alessandro Torlonia (1911–1986), war der Ehemann der spanischen Prinzessin Beatrice Isabel de Borbón y Battenberg.
Ihre Mutter Teri Shields ließ ihre Tochter als Model arbeiten, seit sie elf Monate alt war, und sorgte dafür, dass sie schon als Zehnjährige von dem Fotografen Garry Gross nackt für die Zeitschrift „Little Woman“ fotografiert wurde. Im Alter von 12 Jahren wurde Brooke Shields durch ihre Rolle als jugendliche Prostituierte Violet in Louis Malles Film Pretty Baby bereits zu einem internationalen Star. Ein weiterer Höhepunkt war ihre Darstellung der Emmeline in dem Film Die blaue Lagune (1980). Sie wurde 1980 mit 14 Jahren als jüngster Gaststar in die Muppet Show eingeladen.
Als Darstellerin war sie in zahlreichen Spielfilmen und Fernsehserien zu sehen. Als Produzentin betätigte sie sich zum Beispiel für ihre eigene Fernsehserie Susan (1996 bis 2000).
Brooke Shields war von 1997 bis 1999 mit dem Tennisspieler Andre Agassi verheiratet. 2001 heiratete sie den Drehbuchautor Chris Henchy; 2003 kam eine gemeinsame Tochter zur Welt, am 18. April 2006 wurde ihre zweite Tochter geboren.

## Filmografie (Auswahl)

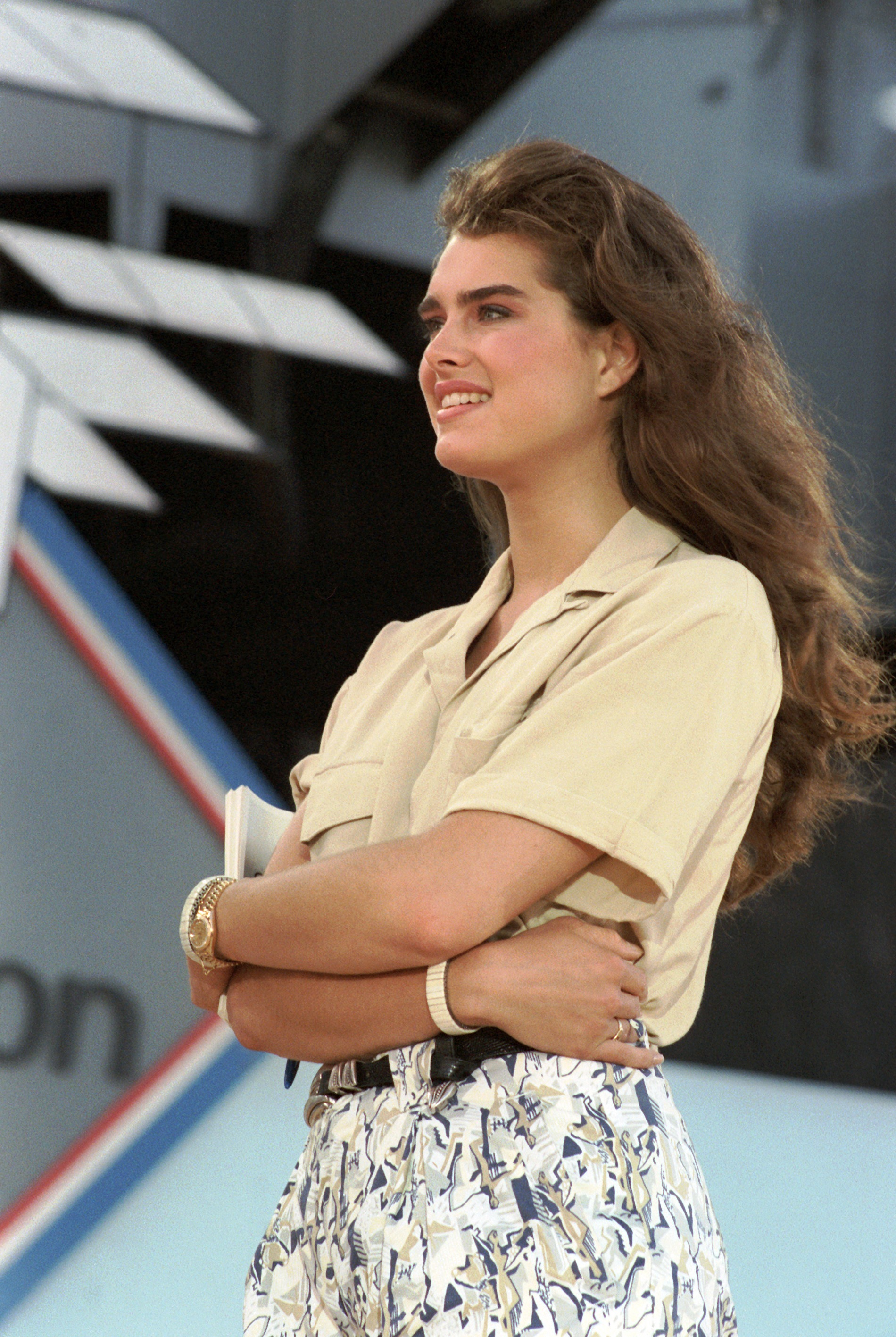
Brooke Shields (1986)

- 1974: After the Fall (Fernsehfilm)
- 1976: Communion – Messe des Grauens (Communion / Alice, Sweet Alice)
- 1977: The Prince of Central Park (Fernsehfilm)
- 1978: Pretty Baby
- 1978: Ich kann’s am besten (Tilt)
- 1978: König der Zigeuner (King of the Gypsies)
- 1979: Nur du und ich (Just You and Me, Kid)
- 1979: Wanda Nevada
- 1980: Die blaue Lagune (The Blue Lagoon)
- 1981: Endlose Liebe (Endless Love)
- 1983: Sahara
- 1984: Goldjagd (Wet Gold)
- 1984: Die Muppets erobern Manhattan (The Muppets Take Manhattan)
- 1989: Cannonball Fieber – Auf dem Highway geht’s erst richtig los (Speed Zone!)
- 1989: Brenda Starr
- 1990: Im Dschungel der Unterwelt (Backstreet Dreams)
- 1992: Leoparden in Gefahr (Running Wild)
- 1992: Zurück in die Vergangenheit (Quantum Leap, Fernsehserie, Folge 5x03 Leaping of the Shrew – September 27, 1956)
- 1993: Freaks (Freaked)
- 1993: Lauras Schatten (I Can Make You Love Me, Fernsehfilm)
- 1994: Mit dem Lächeln eines Feindes (The Seventh Floor)
- 1996–2000: Susan (Suddenly Susan, Fernsehserie, 93 Folgen)
- 1996: Freeway
- 1996: Friends (Fernsehserie, Folge 2x12 The One After the Superbowl: Part 1)
- 1998: Magic Maggie (The Misadventures of Margaret)
- 1999: Black and White
- 1999: Der Junggeselle (The Bachelor)
- 2000: After Sex
- 2001: Ein ungewöhnlicher Fall (What Makes a Family, Fernsehfilm)
- 2004: Die wilden Siebziger (That ’70s Show, Fernsehserie, sieben Folgen)
- 2005: Bob der Butler (Bob the Butler)
- 2006: Nip/Tuck – Schönheit hat ihren Preis (Nip/Tuck, Fernsehserie, drei Folgen)
- 2006: Criminal Intent – Verbrechen im Visier (Criminal Intent, Fernsehserie, eine Folge)
- 2007: National Lampoon’s Bag Boy
- 2007–2009: Hannah Montana (Fernsehserie, drei Folgen)
- 2007: Two and a Half Men (Fernsehserie, Folge 4x14 That’s Summer Sausage, Not Salami)
- 2008: The Midnight Meat Train
- 2008–2009: Lipstick Jungle (Fernsehserie, 20 Folgen)
- 2010–2018: The Middle (Fernsehserie, sechs Folgen)
- 2010: Die etwas anderen Cops (The Other Guys)
- 2010: Reine Fellsache (Furry Vengeance)
- 2010: Werwolf wider Willen (The Boy Who Cried Werewolf, Fernsehfilm)
- 2011: Powder Girl (Chalet Girl)
- 2011: Glamour Girl im Pferdestall (The Greening of Whitney Brown)
- 2013: Army Wives (Fernsehserie, fünf Folgen)
- 2013: The Hot Flashes
- 2014: The Michael J. Fox Show (Fernsehserie, vier Folgen)
- 2016: Die Coal Valley Saga (When Calls the Heart, Fernsehserie, zwei Folgen)
- 2016: Flower Shop Mystery: Snipped in the Bud (Fernsehfilm)
- 2016: Flower Shop Mystery: Dearly Depotted (Fernsehfilm)
- 2016: Scream Queens (Fernsehserie, Folge 2x09 Loving the D)
- 2017: Daisy Winters
- 2017–2018: Law & Order: New York (Law & Order: Special Victims Unit, Fernsehserie, fünf Folgen)
- 2018: Jane the Virgin (Fernsehserie, fünf Staffeln, 12 Episoden)
- 2018: Murphy Brown (Fernsehserie, Folge 11x08 The Coma and the Oxford Comma)
- 2020: 9-1-1 Notruf L. A. (Fernsehserie, Folge 3x18)
- 2021: A Castle for Christmas
- 2024: Mother of the Bride

## Auszeichnungen
- 1981: Jupiter als beste Darstellerin
- 1982: Jupiter als beste Darstellerin
- 1981: Goldene Himbeere in der Kategorie Schlechteste Schauspielerin
- 1985: Goldene Himbeere in der Kategorie Schlechteste Nebendarstellerin
- 1990: Goldene Himbeere in der Kategorie Schlechteste Nebendarstellerin
- Shields erhielt fünf People’s Choice Awards und je zwei Nominierungen für den Golden Globe und die Golden Satellite Awards.
- In der VH1-Liste der „100 größten Kinderstars“ wurde Brooke Shields auf Platz 12 gewählt.
- Das Time-Magazin kürte sie zum „Gesicht der 80er“.
- Sie erhielt 1981 für ihre Rolle in Die blaue Lagune erstmals den Negativpreis Goldene Himbeere. Insgesamt gewann sie diesen Preis bei sieben Nominierungen dreimal.

## Schriften
- Brooke Shields: Ich würde dich so gerne lieben: Über die große Traurigkeit nach der Geburt. Marion von Schröder Verlag, 2006, ISBN 978-3-547-71104-2 (Originalausgabe: Down Came the Rain: My Journey Through Postpartum Depression)
- Brooke Shields: Es war einmal ein kleines Mädchen … – Die wahre Geschichte über meine Mutter und mich. Hannibal Verlag, Höfen 2015, ISBN 978-3-85445-481-6 (Originalausgabe: There Was A Little Girl)